# Muodosjärvi (Pajala socken, Norrbotten, 755868-181786)
Muodosjärvi är en sjö i Pajala kommun i Norrbotten och ingår i Torneälvens huvudavrinningsområde. Sjön har en area på 0,388 kvadratkilometer och ligger 229,9 meter över havet. Muodosjärvi ligger i Torne och Kalix älvsystem Natura 2000-område. Sjön avvattnas av vattendraget Muodosjoki.

## Delavrinningsområde
Muodosjärvi ingår i det delavrinningsområde (755675-181780) som SMHI kallar för Mynnar i Merasjoki. Medelhöjden är 273 meter över havet och ytan är 54,01 kvadratkilometer. Det finns ett avrinningsområde uppströms, och räknas det in blir den ackumulerade arean 104,27 kvadratkilometer. Muodosjoki som avvattnar avrinningsområdet har biflödesordning 4, vilket innebär att vattnet flödar genom totalt 4 vattendrag innan det når havet efter 318 kilometer. Avrinningsområdet består mestadels av skog (60 procent) och sankmarker (30 procent). Avrinningsområdet har 0,87 kvadratkilometer vattenytor vilket ger det en sjöprocent på 1,6 procent. Bebyggelsen i området täcker en yta av 0,28 kvadratkilometer eller 1 procent av avrinningsområdet.